# Змеиногорск
Змеиного́рск — город (с 1952) в Алтайском крае России.
Административный центр Змеиногорского района Алтайского края. Вместе с селом Лазурка образует городское поселение город Змеиногорск.
Население 9410 чел. (2021).

## География
Город расположен у южного подножия Колыванского хребта, на высоте 450 м, в долине рек Корболихи и Змеёвки (притоки реки Алей), в 360 км к юго-западу от Барнаула. По физико-географическому районированию территория района относится к двум провинциям: Предалтайской (Западно-Сибирская равнина) и Северо-Западной Алтайской (Алтае-Саянская горная страна). Ландшафты Предалтайской провинции расположены в западной и центральной части района и представлены предгорными равнинами с богатыми разнотравно-красноковыльными степями. Восточная часть района — горная.
Ближайшие железнодорожные станции Третьяково (45 км) и Рубцовск (87 км). Административно Змеиногорск состоит из самого города и расположенного рядом села Лазурка (25 км от города). Змеиногорский тракт связывает Змеиногорск с Барнаулом, Рубцовском и Восточным Казахстаном.

## История
Змеиногорск был основан в 1744 году как населённый пункт. Начал функционировать рудник и заложена крепость. Змеиногорская крепость вошла в состав укреплений Колывано-Кузнецкой оборонительной линии, которая сложилась к 1757 году. Сохранились две пушки, сейчас находящиеся у входа в музей.
Название Змеевой горы связывают с изобилием водившихся на ней змей. Название города ― Змеиногорск ― связано с названием горы, возле которой было образовано селение. В документе, который датирован декабрём 1725 года, упоминается «гора Змеёвая» (предположительно, на ней водилось большое количество змей). Там сохранились фрагменты рудника XVIII—XIX веков, а также в городе сохранился Нагорный пруд и плотина — выдающиеся гидротехнические сооружения XVIII века. Город развивался как центр горнорудного производства и более 100 лет был основным поставщиком золота и серебра России. Здесь добывалось до 5-8 млн пудов и проплавлялось до 3 млн пудов серебряной руды и производилось 1000 пудов золотистого серебра.
Змеиногорск ― первый город, в котором были впервые применены новые технические замыслы в горнорудной промышленности: новаторская линия с полуавтоматической системой; гидротехнические сооружения заменяли часть тяжёлых горных работ; впервые в России проложена рельсовая дорога с рельсами из чугуна. Основная заслуга в создании технических сооружений Змеиногорского рудника принадлежит Козьме Фролову.
При руднике была открыта большая библиотека. В XVIII—XIX веках в Змеиногорске побывали многие зарубежные учёные: И. Гмелин, П. Паллас, А. Гумбольдт, К. Ледебур, А. Брем и другие.
В России первая дорога с рельсами из чугуна была запущена в Змеиногорске в 1806—1809 годах. Автор проекта ― Петр Фролов, сын Козьмы Фролова, талантливый изобретатель и исследователь, своей работой способствовал сокращению ручного труда крестьян. По его замыслу, автоматизация могла бы сократить ручной труд в 500 раз. Общая протяжённость дороги составляла 1870—1880 метров и проходила через реку Корболиха, для чего был построен мост с оригинальными каменными опорами. Вагонетки с рудой тянули лошади, перевозившие в день до 2 тысяч пудов груза.
В конце XVIII века была создана полуавтоматическая промышленная линия, а также система гидротехнических устройств, которая механизировала часть горных работ.
До 1817 года Змеиногорский рудник интенсивно развивался, затем добыча снижается и в 1871 году — совсем прекращается. В 1894 году был закрыт и сереброплавильный завод. В 1903 году Змеиногорский рудник был сдан в концессию австрийской компании «Турн и Таксис». В 1902 году в городе строится «Казённый винный склад № 7», позже назывлся ликёро-водочный завод. В начале века Змеиногорск — торговое село с мелкой промышленностью.

В 1935 году в Змеиногорске и его окрестностях были возобновлены работы по освоению новых месторождений полиметаллических руд. В 1941 году рудник снова заработал, была возобновлена выплавка золота. 9 июля 1943 года селу Змеиногорск был присвоен статус рабочего посёлка. В 1997 году рудник был окончательно затоплен, поскольку была прекращена откачка воды. Статус города Змеиногорск получил 5 февраля 1952 года и до 2008 года был городом краевого подчинения. 27 ноября 2008 года Змеиногорск лишился статуса городского округа после объединения со Змеиногорским районом. Согласно принятому решению, муниципальное образование «город Змеиногорск» приобрело статус городского поселения, оставаясь административным центром района.
- Музей истории развития горного производства.
- Торговая лавка Воробьевского.
- Торговая лавка Денисова.
- Бывший купеческий магазин.
- Бывший ликёро-водочный завод.
- Горно-заводское управление.
- Казённые винные склады.
- Дом мещанки Огаревой.
- Пруд на реке Змеёвка.
- Памятник Ермаку.

## Население
| 1897    | 1920    | 1939    | 1959    | 1970    | 1979    | 1989    | 1992    | 1996    | 1997    |
| ------- | ------- | ------- | ------- | ------- | ------- | ------- | ------- | ------- | ------- |
| 7400    | ↗11 702 | ↗11 800 | ↗13 774 | ↘11 432 | ↘10 605 | ↗12 232 | ↘12 200 | ↗12 826 | ↘12 457 |
| 1998    | 1999    | 2000    | 2001    | 2002    | 2003    | 2004    | 2005    | 2006    | 2007    |
| ↗12 500 | →12 500 | ↘12 400 | ↘12 200 | ↘12 000 | ↘11 911 | ↘11 727 | ↘11 723 | ↘11 485 | ↘11 237 |
| 2008    | 2010    | 2011    | 2012    | 2013    | 2014    | 2015    | 2016    | 2017    | 2018    |
| ↘11 117 | ↘10 955 | ↘10 927 | ↘10 852 | ↘10 782 | ↘10 617 | ↘10 546 | ↗10 569 | ↗10 575 | ↘10 533 |
| 2019    | 2020    | 2021    |         |         |         |         |         |         |         |
| ↘10 321 | ↘10 232 | ↘9410   |         |         |         |         |         |         |         |

На 1 января 2025 года по численности населения город находился на 940-м месте из 1124 городов Российской Федерации.

## Архитектура и достопримечательности
В границах Змеиногорска поставлено на государственный учёт 32 памятника, в том числе: 14 памятников истории, 18 — архитектуры и градостроительства и 1 археологический памятник федерального значения. В городе сохранился исторический центр, в котором расположены контора Змеиногорского рудника, дом горных офицеров, музеи горного дела, лавки и жилые дома купцов.
В окрестностях Змеиногорска находится гора Ревнюха, на которой наблюдается большой выход зелёно-волнистой яшмы. Из неё была изготовлена знаменитая Царица ваз, находящаяся в Эрмитаже.
История города представлена в «Музее истории развития горного производства имени Акинфия Демидова». Здание музея из красного кирпича и находящийся рядом торговый центр — здание первой трети XIX века — памятники архитектуры в формах классицизма. В планах администрации города — восстановление исторического комплекса «Горнометаллургическое производство России XVIII века».
В 2006 году в городе на Нагорном пруду был установлен памятник Ермаку. Монумент размером более 7 метров привезли из казахстанского города Аксу, где его снесли с постамента в 1993 году националисты. Скульптура была сильно повреждена, поэтому была демонтирована и отправлена на склад. Памятник приобрёл прежний вид благодаря В. А. Моисееву и алтайским казакам, именно они собрали деньги на восстановление памятника Ермаку. В 2019 году инициатором восстановления памятника — Сергеем Яловцевым, написана книга «Последний поход Ермака в Сибирь», освещающая реальные события, связанные с памятником Ермаку.

## Социальная сфера
В городе создана разветвлённая инфраструктура, представленная многочисленными предприятиями, государственными учреждениями, общественными организациями, торговыми и коммунальными сетями. Образование представлено 3 школами. Свои услуги предлагают центры развлечений и досуга, торговли и спорта. Работает музей истории развития горного производства, дом культуры, три библиотеки, в том числе детская и семейного чтения; учреждения дошкольного образования детей — центр детского творчества, детско-юношеская спортивная, музыкальная и художественная школы, лыжная база.
На территории города работают центральная районная больница, поликлиника, детская консультация, центр государственного санитарно-эпидемиологического надзора.

## Известные люди
- Альфред Петрович Хейдок — русский писатель. Жил в Змеиногорске с 1981 года до смерти в 1990 году.
- Козьма Дмитриевич Фролов — выдающийся русский горный инженер, изобретатель-механик, гидротехник. В 1763—1770 годах на Змеиногорском руднике механизировал, с использованием гидравлической тяги, и в основном автоматизировал весь процесс измельчения и промывки руды, включая частично транспортировку.
- Пётр Козьмич Фролов — сын Козьмы Фролова, также выдающийся инженер и изобретатель. В 1806 году построил чугунную дорогу от Змеиногорского рудника до Корбалихинского сереброплавильного завода — первую в России чугунную дорогу (с конной тягой).
- Михаил Фёдорович Розен — автор более 70 работ по геологии, географии, истории и топонимике Алтая, соавтор учебника «История Алтая». С 1942 по 1952 г. жил и работал в г. Змеиногорске в должности геолога Змеиногорского рудоуправления, участвовал в исследованиях, поиске и разведке месторождений рудного и рассыпного золота в Западном Алтае[41].

## СМИ

### Печатные издания
- Еженедельная газета «Змеиногорский вестник».

### Цифровое эфирное телевидение
Все 20 каналов для мультиплекса РТРС-1 и РТРС-2; Пакет радиоканал, включает: «Вести FМ», «Радио Маяк», «Радио России / Алтайская ГТРК».
- Пакет телеканалов РТРС-1 (телевизионный канал 51, частота 714 МГц), включает: «Первый Канал», «Россия 1 / Алтайская ГТРК», «Матч-ТВ», «НТВ», «Пятый Канал», «Россия К», «Россия 24 / Алтайская ГТРК», «Карусель», «ОТР», «ТВЦ».
- Пакет телеканалов РТРС-2 (телевизионный канал 23, частота 490 МГц), включает: «РЕН ТВ», «СПАС», «СТС», «Домашний», «ТВ3», «Пятница!», «Звезда», «Мир», «ТНТ», «МУЗ-ТВ».

Цифровое эфирное телерадиовещание в формате DVB-T2 в Алтайском крае ведётся филиалом РТРС «Алтайский КРТПЦ».

### Радиостанции
- 105,7 «Милицейская волна» / Катунь FM
- 107.2 Радио России / ГТРК Алтай
- 107,7 «Дорожное радио»

## Климат
В Змеиногорске умеренно континентальный климат, который смягчён близким расположением гор. Средняя годовая температура около 2,4 °C, влажность воздуха 70 %-80 %. Солнечных дней в году более трети, они, как правило, бывают в летний период. Температура в это время может подниматься до +35-38 градусов тепла.
- Среднегодовая относительная влажность воздуха — 70 %. Среднемесячная влажность — от 59 % в мае до 76 % в декабре.
- Среднегодовая скорость ветра — 2,8 м/с. Среднемесячная скорость — от 1,9 м/с в августе до 3,4 м/с в ноябре[42].

| Показатель              | Янв.  | Фев.  | Март  | Апр.  | Май   | Июнь | Июль | Авг. | Сен. | Окт.  | Нояб. | Дек.  | Год   |
| ----------------------- | ----- | ----- | ----- | ----- | ----- | ---- | ---- | ---- | ---- | ----- | ----- | ----- | ----- |
| Абсолютный максимум, °C | 8,1   | 10,3  | 19,3  | 30,9  | 36,5  | 36,1 | 40,3 | 37,9 | 35,1 | 27,8  | 19,4  | 8,6   | 40,3  |
| Средняя температура, °C | −13,6 | −12,6 | −6,5  | 4,4   | 12,8  | 17,5 | 19,4 | 17,3 | 11,2 | 4,3   | −5    | −10,9 | 3,2   |
| Абсолютный минимум, °C  | −47,3 | −47,5 | −38,9 | −26,2 | −12,4 | −3   | 1,9  | −2   | −8,3 | −26,5 | −44,5 | −48,9 | −48,9 |
| Норма осадков, мм       | 44    | 40    | 42    | 50    | 64    | 56   | 85   | 55   | 48   | 66    | 71    | 58    | 679   |
| Источник: .             |       |       |       |       |       |      |      |      |      |       |       |       |       |

| Показатель                                                                                              | Янв.  | Фев.  | Март  | Апр. | Май  | Июнь | Июль | Авг. | Сен. | Окт.  | Нояб. | Дек.  | Год   |
| --- | ----- | ----- | ----- | ---- | ---- | ---- | ---- | ---- | ---- | ----- | ----- | ----- | ----- |
| Абсолютный максимум, °C                                                                                 | 10,3  | 12,6  | 19,3  | 30,3 | 36,5 | 38,3 | 40,0 | 37,1 | 35,1 | 27,7  | 19,0  | 10,0  | 40,0  |
| Средний суточный максимум, °C                                                                           | −9,1  | −7,6  | −1,8  | 9,9  | 19,1 | 23,9 | 25,5 | 23,8 | 18,2 | 9,5   | −0,6  | −6,7  | 8,6   |
| Средняя температура, °C                                                                                 | −14,5 | −13,4 | −7,2  | 4,5  | 12,5 | 17,5 | 19,2 | 16,9 | 11,4 | 4,1   | −5,2  | −11,5 | 2,8   |
| Средний суточный минимум, °C                                                                            | −20,4 | −19,7 | −13,6 | −1,9 | 4,7  | 10,0 | 12,5 | 9,6  | 4,2  | −1,3  | −10,3 | −16,9 | −3,7  |
| Абсолютный минимум, °C                                                                                  | −46,1 | −43,9 | −38,9 | −26  | −9,9 | −2,8 | 1,0  | 0,3  | −7,8 | −22,5 | −44,1 | −45   | −46,1 |
| Норма осадков, мм                                                                                       | 38    | 38    | 33    | 44   | 61   | 38   | 66   | 49   | 49   | 40    | 57    | 40    | 551   |
| Источник: Змеиногорск, Российская Федерация. Архив климатических данных. Архивировано 15 мая 2012 года. |       |       |       |      |      |      |      |      |      |       |       |       |       |